# صاروخ سترايكر
صاروخ سترايكر هو صاروخ حامل منخفض الكلفة، قيد التطوير حالياً بواسطة شركة سبيس داف.

## التاريخ
في نسيان أبريل 2003 أعلنت شركة سبيس داف نيتها صناعة صاروخ سترايكر كجزء من برنامج الدفع المؤسس على محركات هجينة للمركبة الفضائية (سبيس شيب 1). وأستلمت سبيس داف ايضاً عقداً من مختبر أبحاث القوة الجوية لتطوير محرك المرحلة العلوية من الصاروخ.وهو محرك من محركين مستخدمين في الصاروخ..

## طريقة الدفع
ينطلق الصاروخ سترايكر باستخدام محركات هجينة عالية الإداء.ويُستخدم فيه نوعين من الوقود الأول نوع (HTPB) والثاني نوع أكسيد النيتروجين.وسينتج المحركان المستخدمان في الصاروخ دفع بقوة 20,000 و 12,000 باوند من الدفع على التوالي.وكلا المحركان يستخدمان في مركبة الفضاء (سبيس دف دريم تشيسر) ايضاً.

## التصميم والاختبار
الصاروخ سترايكر مُصمم ليوفر خدمات إطلاق أقمار صناعية بوزن 1,102 بوند إلى مدار أرضي منخفض لكنه يمكن أن يحمل أقمار اصطناعية حتى وزن 2,204 بوند. يهدف مشروع الصاروخ سترايكر إلى إنجاز عمليات إطلاق بكلفة أقل من 5 ملايين $ للعملية الواحدة. وقد بنيت منشأت أضافية في باوي,ولاية كاليفورنيا لتصميم وأختبار الصاروخ سترايكر.